# Ophion
În mitologia greacă, Ophion (în greaca veche Ὀφίων, Ophíôn) este o divinitate primordială anghipedă prezentă în cosmogoniile orfice.

## Mit
Împreună cu Eurynome, el domnește asupra titanilor din înaltul « Olimpului înzăpezit ». El a fost apoi detronat de Cronos (așa cum și Eurynomé este detronată de Rhea), iar cuplul se retrage în apele oceanului conform lui Apollonius din Rodos.
Originea sa nu este descrisă de nicio sursă, dar, conform lui Robert Graves, el este creat chiar de Eurynome. Graves îl apropie pe Ophion de Uranus (născut din Geea cu care se căsătorește apoi) și îl consideră o divinitate ce personifică Cerul.